# M61 Vulcan
L'M61 Vulcan è un cannone rotativo a 6 canne raffreddato ad aria, azionato idraulicamente o pneumaticamente e innescato elettricamente, che usa colpi da 20 mm con un'alta cadenza di fuoco.
L'M61 e derivati sono stati il principale tipo di cannone usato dagli aeromobili militari statunitensi ad ala fissa  per 50 anni. L'M61 era originalmente prodotto dalla General Electric ed è prodotto oggi, a seguito di varie unioni e acquisizioni,  dalla General Dynamics.

## Sviluppo
Alla fine della seconda guerra mondiale, l'esercito statunitense iniziò a considerare nuove direzioni per lo sviluppo delle armi da fuoco aeronautiche. La maggior velocità degli aerei a reazione da combattimento significava che, per avere un numero sufficiente di colpi su bersaglio, le armi dovevano avere un maggior volume di fuoco. Mentre alcuni modelli tedeschi (ad esempio il Mauser MG 213C) mostravano il potenziale per i cannoni revolver, la cadenza di fuoco effettiva di queste armi era sempre limitata da problemi di alimentazione e di usura della canna. L'esercito desiderava invece un'arma con alta cadenza di fuoco ed ottima affidabilità.
Per soddisfare questa richiesta, l'Armament Division della General Electric riprese una vecchia idea, la mitragliatrice Gatling a canne rotanti. La versione originaria non era più usata, in quanto l'operazione dell'arma richiedeva una forza esterna, ma i nuovi aerei a reazione producevano sufficiente energia per azionare l'arma e l'azionamento elettrico permetteva un'affidabilità superiore alle armi operate a gas. Grazie al maggior numero di canne, la cadenza di fuoco per ognuna poteva essere inferiore a quella di un cannone revolver a canna singola, avendo al contempo una maggior cadenza di tiro totale. L'idea di operare una mitragliatrice Gatling grazie ad una fonte elettrica esterna non era nuova, in quanto Richard Jordan Gatling stesso presentò un brevetto per un'arma simile nel 1893.
L'esercito assegnò il contratto per il "Project Vulcan" alla General Electric, nel 1946, con l'obiettivo di un'arma capace di sparare 7.200 colpi al minuto. Anche se i progettisti europei tendevano ad armi in calibro 30 mm per una maggior potenza d'impatto, gli Stati Uniti si concentrarono inizialmente su una cartuccia calibro .60 (15 mm), ideata per un fucile anticarro prebellico, immaginando che l'alta velocità alla volata sarebbe stata utile ad assicurare un maggior numero di centri su bersagli ad alta velocità. I primi prototipi del T45 calibro .60 della GE spararono a terra i primi colpi nel 1949. Venne raggiunta una cadenza di fuoco di 2 500 colpi/min, portati a 4 000 per il 1950. Nei primi anni cinquanta l'USAF decise che la sola alta velocità forse non avrebbe assicurato la distruzione dell'obiettivo, e quindi si collaudarono delle cartucce alternative da 20 e 27 mm, sempre basate sulla cartuccia calibro .60. Queste varianti della T45 erano chiamate, rispettivamente, T171 e T150, e furono inizialmente sperimentate nel 1952. Alla fine fu accertato che la cartuccia 20 × 102 mm aveva il giusto equilibrio tra peso del proiettile, potenza esplosiva e velocità alla volata.
Lo sviluppo del Lockheed F-104 Starfighter mostrò che la T171 Vulcan (in seguito rinominata M61) soffriva di problemi a causa dell'alimentazione a nastro a maglia disgregabile, propenso all'inceppamento per via delle singole maglie, presentando oltretutto un pericolo di FOD (Foreign Object Damage, danno da oggetto esterno) sempre dalle maglie. Fu quindi sviluppato un sistema di alimentazione non a maglia per il nuovo modello M61A1, che successivamente diventò il cannone standard sugli aerei da combattimento statunitensi.
Nel 1993 la GE vendette la sua divisione aerospaziale inclusa la GE Armament Systems alla Martin Marietta. In seguito all'unione della Martin con la Lockheed Corporation, i cannoni a canna rotante diventarono di responsabilità della Lockheed Martin Armament Systems. Questa fu in seguito acquistata dalla General Dynamics che tuttora produce l'M61 e derivati.

## Descrizione

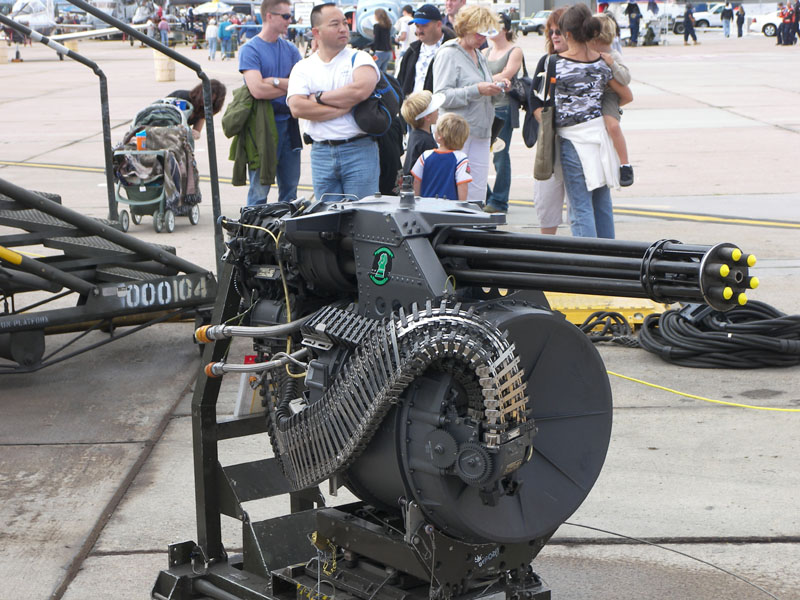
M61 Vulcan al Miramar Airshow

La Vulcan è un cannone di tipo Gatling, ognuna delle sei canne spara una volta per ogni giro dell'insieme di canne. Queste permettono sia una cadenza di fuoco molto elevata, circa 100 colpi/s, che una maggior durata di servizio dell'arma, grazie alla minor usura delle canne e minor produzione di calore. Il periodo di fuoco tra inceppamenti è di circa 10.000 colpi, rendendola un'arma estremamente affidabile. Il successo del "Progetto Vulcan" ha portato a chiamare armi con simili configurazioni con il nome generico di Cannone Vulcan (Vulcan Cannon), che a volte potrebbe creare confusione sulla nomenclatura.
La maggior parte delle versioni di M61 per aeromobili sono azionate idraulicamente e fatte sparare attraverso impulsi elettrici. Il rotore dell'arma, insieme di canne e sistema di alimentazione, viene fatto ruotare da un motore a trasmissione idraulica attraverso un sistema di alberi di trasmissione flessibili. I colpi sono sparati da un sistema di innesco elettrico, dove una corrente passa attraverso il percussore sull'innesco della cartuccia quando il colpo si trova in posizione di fuoco. La versione ad azionamento interno, la GAU-4 (M130 per i pezzi in servizio nell'esercito), è azionata a gas, preso da tre delle sei canne per operare il meccanismo. Il Vulcan ad azionamento interno pesa circa 4,5 kg più delle versioni elettriche, ma non richiede alcun motore esterno.

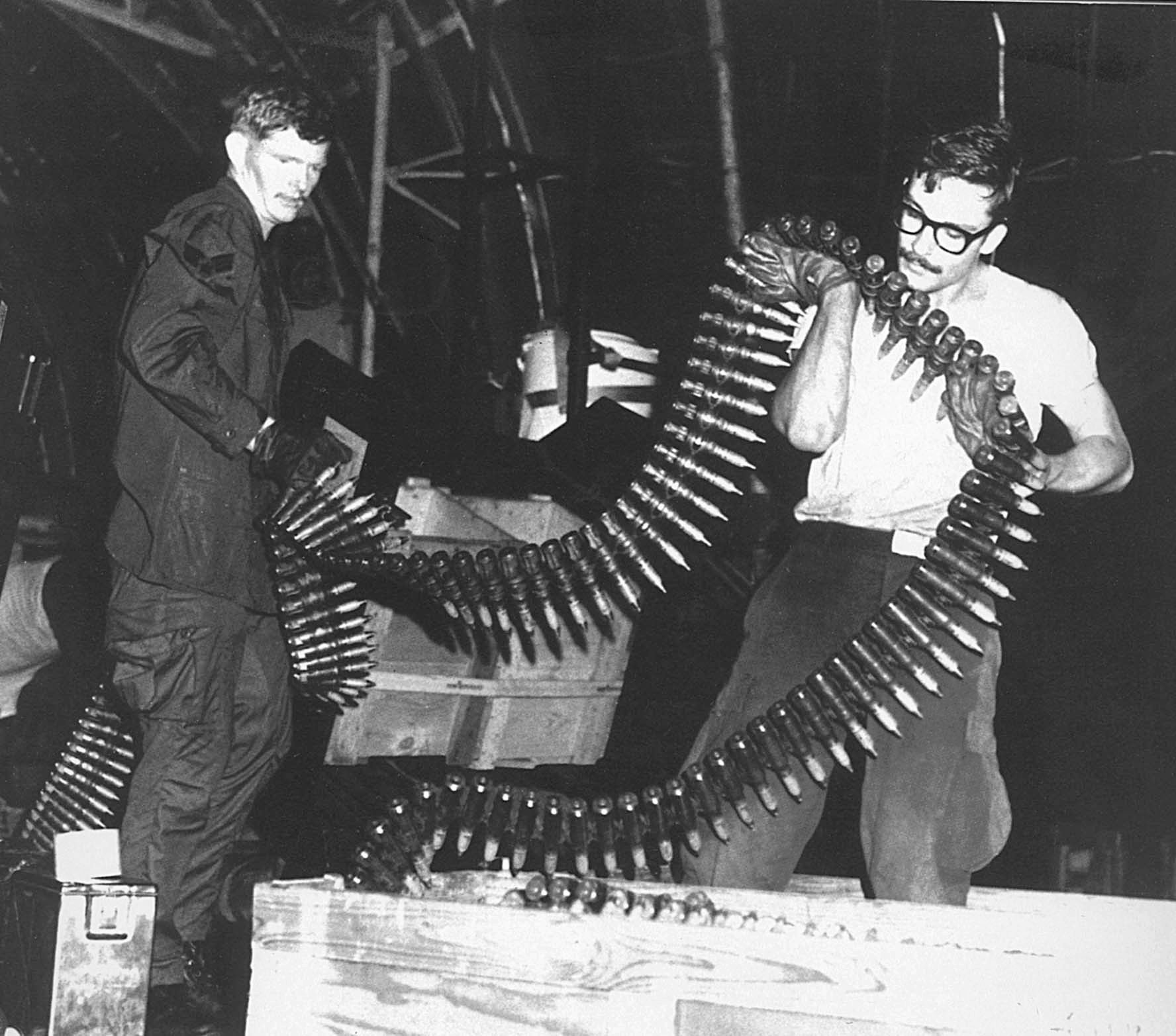
Un nastro di munizioni dell'M61 iniziale

La versione originaria dell'M61 usava munizioni a nastro a maglie disgregabili, ma l'espulsione delle singole maglie presentava problemi non superabili. La versione iniziale fu presto sostituita dall'M61A1, con un sistema di alimentazione non a nastro (i proiettili sono spinti attraverso una cinghia fissa, vedi immagine di lato). A seconda dell'utilizzo, il sistema di alimentazione può essere sia a estremità singola (espellendo i bossoli sparati e le cartucce non funzionanti), che ad estremità doppia (rimettendo i bossoli sparati nel caricatore). Uno svantaggio dell'M61 è il notevole volume occupato dall'arma, sistema di alimentazione e tamburo di proiettili, rendendolo difficile da far entrare negli stretti spazi di una carlinga. Il sistema d'alimentazione deve essere progettato appositamente per ogni utilizzo, aggiungendo 135–180 kg all'intero sistema d'arma. La maggior parte delle installazioni aeree usa il metodo di alimentazione ad estremità doppia, in quanto l'espulsione dei bossoli potrebbe presentare rischio di danneggiamento da corpo estraneo (FOD) per i motori dei jet, e il tenere i bossoli nel caricatore aiuta a mantenere il centro di gravità del velivolo. Il primo mezzo a portare un M61A1, dal 1959, fu il modello C dell'F-104.
Una versione più leggera della Vulcan, denominata M61A2, fu sviluppata per l'uso sull'F-22 Raptor, ed è meccanicamente uguale all'M61A1, ma con canne meno spesse, per ridurre il peso totale a 91 kg. Il rotore e cassa dell'arma sono stati pure modificati per rimuovere ogni parte non indispensabile mentre alcune componenti metalliche sono sostituite con materiali più leggeri. L'F/A-18E/F usa anche questa versione.
La cadenza di tiro è tipicamente di 6.000 colpi/min, anche se alcune versioni (tipo quella dell'AMX o dell'F-106 Dart) sono limitate ad una cadenza di fuoco minore, e altri hanno una frequenza di fuoco selezionabile tra i 4.000 e i 6.000 colpi/min. Le canne più leggere dell'M61A2 permettono una cadenza di fuoco maggiore, a 6.600 colpi/min.

## Versioni e derivati
Il Vulcan è stato prodotto in tre versioni principali:
- M61, la versione originale alimentata a nastri con maglia disintegrabile che presentava problemi nell'espulsione delle maglie
- M61A1, alimentato da un caricatore a tamburo con la possibilità di espulsione all'esterno o reinserimento dei colpi esplosi all'interno del tamburo
- M61A2, versione alleggerita dell'M61A1 con un peso di 91,6 kg

Dall'M61 è stato derivato l'M197 che ne è in pratica una versione semplificata con solo tre canne ed una cadenza molto inferiore per limitare le vibrazioni all'elicottero o aereo su cui è installato.

## Utilizzi
Il cannone Vulcan viene attualmente montato anche sul mezzo cingolato M163 con blindatura leggera in dotazione all'US Army con funzione antiaerea. Viene inoltre utilizzato come armamento navale nel sistema di autodifesa antiaerea ed antimissile a corto raggio Vulcan/Phalanx imbarcato sulle navi da guerra statunitensi.